# Шургая, Анзор Джамбулович
Анзор Джамбулович Шургая (3 сентября 1970) — советский и российский футболист, защитник.

## Биография
Воспитанник футбольной школы московского «Динамо». В 1986—1987 годах играл за дубль бело-голубых в первенстве дублёров высшей лиги, провёл 28 матчей. В 1988—1990 годах играл во второй и второй низшей лиге за «Динамо-2».
С 1991 года в течение трёх сезонов выступал в независимом чемпионате Грузии за клубы «Самтредиа»/«Локомотив» и «Шевардени-1906». Всего в высшей лиге Грузии сыграл 72 матча и забил 3 гола.
После возвращения в Россию провёл два сезона в первой лиге в составе московского «Асмарала», в 1995 году со своим клубом вылетел из первой лиги. Затем играл во втором дивизионе за «Волгарь» (Астрахань) и «Волгу» (Ульяновск). В 1997 году завершил профессиональную карьеру, после этого некоторое время играл на любительском уровне.